# Crackers - The Christmas Party Album
Crackers – The Christmas Party Album es el decimotercer álbum de estudio de la banda de rock británica Slade. Fue publicado el 18 de noviembre de 1985 y alcanzó a figurar en la casilla No. 34 en las listas del Reino Unido. Contiene regrabaciones de canciones clásicas de la banda y algunas versiones de otros artistas.

## Lista de canciones
1. "Let's Dance"
2. "Santa Claus Is Coming to Town"
3. "Hi Ho Silver Lining"
4. "We'll Bring the House Down"
5. "Cum On Feel the Noize" '
6. "All Join Hands"
7. "Okey Cokey"
8. "Merry Xmas Everybody"
9. "Do You Believe in Miracles"
10. "Let's Have a Party!"
11. "Get Down and Get With It"
12. "My Oh My"
13. "Run Runaway"
14. "Here's to... (the New Year)"
15. "Do They Know It's Christmas?"
16. "Auld Lang Syne / You'll Never Walk Alone"

## Créditos
- Noddy Holder — voz, guitarra
- Dave Hill — guitarra
- Jim Lea — bajo, voz, piano
- Don Powell — batería